# Komisja Spraw Zagranicznych Bundestagu
Komisja Spraw Zagranicznych Bundestagu (niem. Auswärtiger Ausschuss)

## Członkowie
- Anke Eymer (CDU)
- Erich Fritz (CDU)
- Peter Gauweiler (CSU)
- Hermann Gröhe (CDU)
- Manfred Grund (CDU)
- Karl-Theodor zu Guttenberg (CSU)
- Joachim Hörster (CDU)
- Eckart von Klaeden (CDU), przewodniczący CDU/CSU
- Eduard Lintner (CDU)
- Ruprecht Polenz (CDU), przewodniczący komisji
- Bernd Schmidbauer (CDU)
- Karl-Georg Wellmann (CDU)
- Willy Wimmer (CDU)
- Niels Annen (SPD)
- Detlef Dzembritzki (SPD)
- Monika Griefahn (SPD)
- Brunhilde Irber (SPD)
- Johannes Jung (SPD)
- Hans-Ulrich Klose (SPD), zastępca przew.
- Markus Meckel (SPD)
- Rolf Mützenich (SPD)
- Johannes Pflug (SPD)
- Hermann Scheer (SPD)
- Otto Schily (SPD)
- Gert Weisskirchen (SPD), przewodniczący SPD
- Uta Zapf (SPD)
- Wolfgang Gerhardt (FDP)
- Werner Hoyer (FDP), przewodniczący FDP
- Harald Leibrecht (FDP)
- Marina Schuster (FDP)
- Wolfgang Gehrcke-Reymann (Linkspartei)
- Monika Knoche (Linkspartei)
- Norman Paech (Linkspartei)
- Marieluise Beck (Sojusz 90/Zieloni)
- Uschi Eid (Sojusz 90/Zieloni)
- Kerstin Müller (Sojusz 90/Zieloni), przewodnicząca Sojuszu 90/Zielonych